# Leung Chun-ying

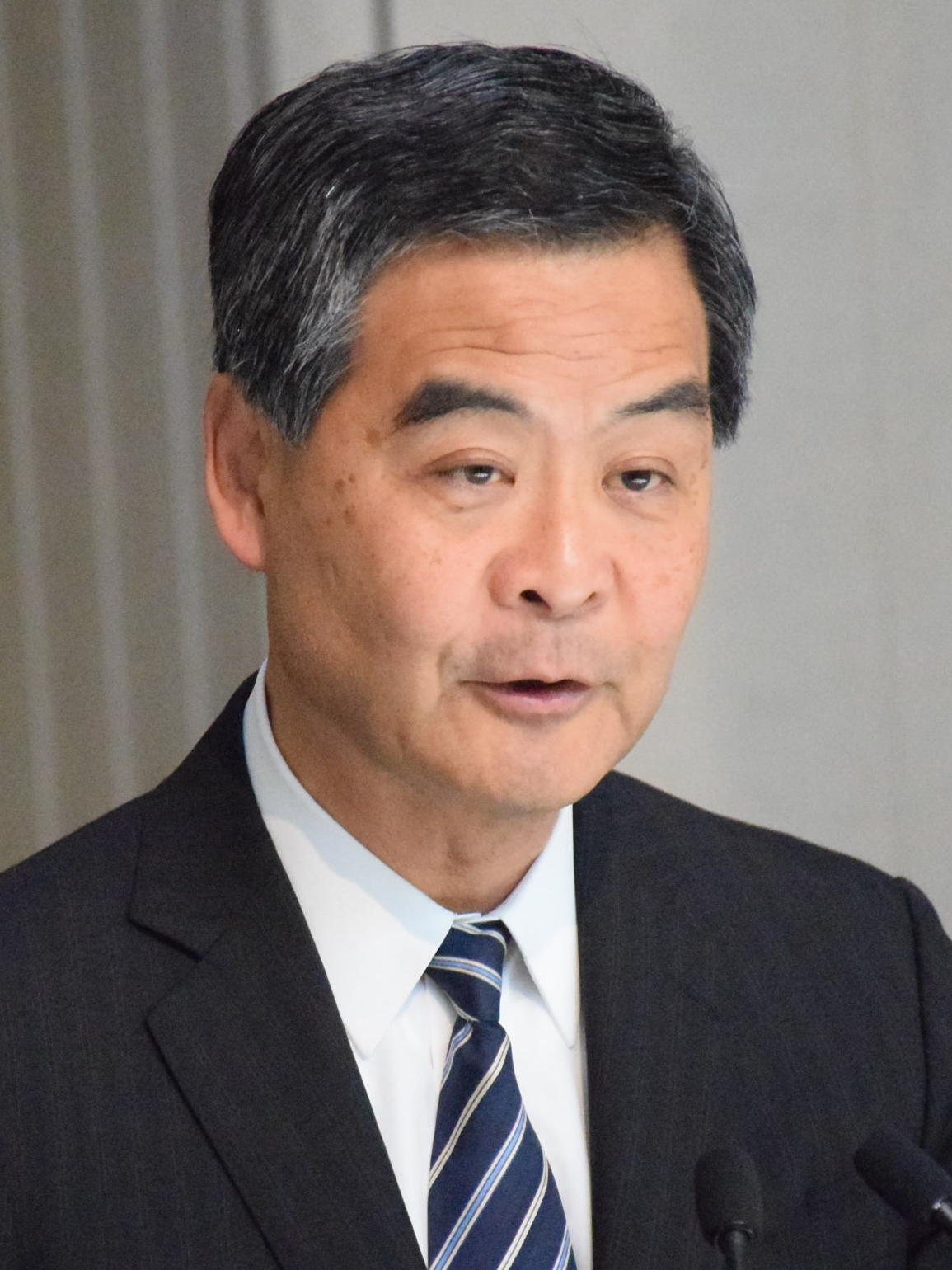
Leung Chun-ying (2017)

Leung Chun-ying, GBS, GBM, JP, (chinesisch 梁振英, Pinyin Liáng Zhènyīng, Jyutping Loeng4 Zan3jing1; * 12. August 1954 in Hongkong), lokal umgangssprachlich auch CY genannt, ist ein chinesischer Unternehmer und Politiker aus Hongkong. Er war vom 1. Juli 2012 bis zum 30. Juni 2017 Regierungschef (Chief Executive) der Sonderverwaltungszone Hongkong.
In den Pandora Papers, einem 2021 veröffentlichten großen Datenleck über Steueroasen, wird er als Aktionär, Direktor oder Begünstigter von Offshore-Gesellschaften genannt.

## Lebenslauf

### Frühes Leben
Leung ist der einzige Sohn der Familie und hat sowohl eine ältere als auch jüngere Schwester. Als Leung 1954 im Southern District im Stadtteil Pok Fu Lam von Hongkong geboren wurde, war sein Vater Leung Chung-yan (梁忠恩, ursprünglich 梁中恩) bereits 43 Jahre alt. Leungs Familie stammt ursprünglich aus dem Dorf Xidoushan (西豆山村) nahe Weihai in der chinesischen Provinz Shandong. Aufgrund des Fachkräftemangels in der ehemaligen Kronkolonie Hongkong der 1930er Jahre wurde Leungs Vater zusammen mit anderen Polizisten in der Republik China für die Arbeit in Hongkong angeworben. Die Hongkonger Polizei nannte diese Landsleute aus Shandong damals salopp als „Shangdong-Polizisten“ (山東差).
Als Angehörige der Hongkonger Polizei durfte die damalige Familie in Wohnungen der sogenannten Polizeiwohnheimen von Hongkong wohnen. Leungs Vater war streng in der Erziehung zu seinen Kindern. Leung ging auf der katholischen King’s College auf Hong Kong Island zur Schule und erhielt fünf Jahre lang Förderung von der Hongkonger Polizeibehörde für gute schulische Leistung. In den Abschlussnoten verfehlte Leung jedoch die Mindestqualifikation der Hongkonger Hochschulzulassung und machte anschließend auf dem damaligen Polytechnikum von Hongkong – seit 1994 Polytechnische Universität Hongkong – einen tertiären Abschluss in Vermessungswesen. Nach diesem Abschluss 1974 ging er nach Großbritannien und machte 1977 an der University of the West of England einen Bachelorabschluss im Immobilienmanagement.

### Berufsleben
Ab 1977 arbeitete er in der renommierten Immobilienfirma Jones Lang Wootton (später JLL) in Hongkong. Dank des Baubooms wurde er bald Multimillionär.
2006 wurde er größter Aktionär der an der Londoner Börse notierten Immobilienfirma Debenham Thouard Zadelhoff (DTZ).
Leung heiratete 1981 seine Frau Tong Ching Yee (唐青儀) und hat zusammen mit ihr drei Kinder, alle mit Abkürzung der Vornamen „CY“, im Sinne eines Generationsnamen. So heißt der Sohn Chuen Yan; *1989 (傳昕), die beiden Töchter heißen Chai Yan; *1991, (齊昕) und Chung Yan; *1992, (頌昕).

## Politische Karriere
1988 stieg Leung in die Politik ein und war Teil des Beraterkomitees der Hongkonger Verfassung (englisch Basic Law), die den Entwurf für die Stadtregierung nach 1997 verfasste. Nach der Übergabe Hongkongs an China wurde er Minister für den Wohnungsbau. Ab 1999 leitete er das Kabinett.
Leung wurde am 25. März 2012 durch 689 Stimmen eines Wahlgremiums von 1'200 Männern und Frauen im ersten Wahlgang zum Regierungschef der Sonderverwaltungszone Hongkong für eine Amtsdauer von fünf Jahren gewählt. Für die Bürgerrechtsbewegung steht 689 seither symbolisch für den verhassten Leung und seine angeblichen Drahtzieher in Peking. Ihm wird vorgeworfen, seit langem ein geheimes Mitglied der Kommunistischen Partei Chinas zu sein, was er stets dementierte.
Sein Amt als Regierungschef trat er am 1. Juli 2012 an. Im Oktober 2014 forderten die Demonstranten bei den Protesten in Hongkong ultimativ seinen Rücktritt.
Zu seiner Nachfolgerin für die Amtsperiode bis 2022 wurde am 26. März 2017 Carrie Lam Cheng Yuet-ngor mit 777 Stimmen gewählt. Sie trat ihr Amt am 1. Juli 2017 an.
Im Zuge der Proteste in Hongkong 2019 forderte Leung härtere Maßnahmen gegen den mit einem Metallrohr bewaffneten Schüler Tony Tsang (曾志健), der im Zuge gewalttätiger Proteste im Stadtteil Tsuen Wan am 1. Oktober von einem Polizisten angeschossen wurde. Nicht nur sprach er sich für den Ausschluss des Schülers aus seiner Schule aus, er forderte auch den Rücktritt des Schuldirektors.